# 凛冬将至
〈凛冬将至〉（英語：Winter Is Coming）是美国HBO播出的电视剧权力的游戏第一季第一集。该集由剧作家大卫·贝尼奥夫和D·B·魏斯根据喬治·R·R·馬丁的小说冰与火之歌的第一部权力的游戏第一章改编，由蒂姆·冯·巴顿导演。导演托马斯·迈克赛曾完成了这一集的导演，但并没有播出。该集忠于原著，介绍了故事背景和人物设置。在该集中史塔克家族族长艾德·史塔克在首相死亡后被国王任命为新首相，卷入宫庭政治。全球共有220万人收看该集，播出后普遍获得正面评价，在该集首播前，HBO曾在网络上播出了该剧15分钟的预告片。

## 剧情
该集以发生在虚构的维斯特洛大陆上不同地点交错的事件开场，其中大多数事件都发生在王国内部的临冬城。与维斯特洛大陆隔海峡相望的是潘托斯，两位维斯特洛前王室的成员流亡在这里。

### 长城以北
剧集开始为三名守夜人——威玛·罗伊斯、威尔和盖尔德在长城以北侦查。在发现一些野人（wildlings）残缺不全的尸体后，三名守夜人被超自然生物和不死的野人吓坏了。两名守夜人被这些怪物杀死，威尔侥幸逃脱。出于害怕，威尔当了逃兵。

### 君临城
在国王这地，王后瑟曦和双胞胎弟弟詹姆看着首相琼恩·艾林的尸体，讨论如果琼恩·艾林将两人的事说出去，他们早就被国王处决了，但现在这个秘密和首相已经长眠地下。

### 北境王国
片头之后介绍了北境王国的临冬城史塔克家族，族长奈德·史塔克、其妻子凯特琳·史塔克和他们的五个儿子：长子罗伯·史塔克、长女珊萨·史塔克、幼女艾雅·史塔克、十岁的儿子布兰·史塔克和小儿子瑞肯·史塔克，以及奈德的私生子琼恩·雪诺。奈德收到消息，逃兵守夜人威尔已经被抓住。守夜人均曾发过誓不会逃离岗位，如有违反则会被处以死刑。奈德让他的儿子罗伯、琼恩和布兰目睹他执行死刑。威尔勇敢地面对死刑，承认他在被攻击后当了逃兵，但仍然坚持他看到了异鬼。奈德在宣判刑罚后后砍下了他的头。行刑后，奈德告诉小儿子布兰宣判刑罚的人应该“亲自动手”。当布兰问起守夜人提到的异鬼时，奈德并表示这是疯子的胡言乱语，异鬼早在几千年前即灭绝了。
在回城的路上，一行人发现了一只死鹿，而鹿是拜拉席恩家族的印章。在不远处有一只死掉的冰原狼和数只尙存活的小狼。狼是史塔克家庭的印章，小狼和史塔克家庭的孩子数量一样，甚至还有一只白化的小狼对应私生子琼恩·雪诺。因此史塔克家庭收养了这些小狼。
回到临冬城，凯特琳告诉奈德她的妹夫，即首相琼恩·艾林的死讯。同时由乌鸦带来的消息，国王罗伯特·拜拉席恩将来临冬城，一起来的还有王后瑟曦，王子乔佛里·拜拉席恩、公主弥赛菈·拜拉席恩和小王子托曼·拜拉席恩，以及国王侍卫王后的哥哥詹姆·兰尼斯特、侏儒弟弟提利昂·兰尼斯特。在地下墓室祭拜国王的未婚妻，奈德的妹妹莱安娜·史塔克时，国王罗伯特向奈德坦言他已经不相信他周围的任何人。为了巩固两家的关系，他建议将奈德的长女和他的长子成婚。
晚上，凯特琳收到她妹妹，即琼恩·艾林的妻子的密信，表示她怀疑琼恩·艾林是被兰尼斯特家族的人所谋杀。一开始奈德还在犹豫是否接受首相这个职位，但在收到这封密信后当即决定出任这个职位以保护他的老朋友。布兰在爬一座废塔时接见王后瑟曦和她的双胞胎哥哥在偷情。为了不让他们的关系泄露出去，詹姆将布兰从塔上推了下去。

### 海峡的另一边
流亡的王子韦赛里斯·坦格利安谋划推翻罗伯特国王，夺回他父亲的王位。为了实现这个计划，他将他妹妹丹妮莉丝·坦格利安嫁给生活在潘托斯大陆上的多斯拉克人首领卓戈。丹妮莉丝·坦格利安表示害怕蛮族人首领，但韦赛里斯·坦格利安仍然坚持这桩婚姻。在婚礼上，丹妮莉丝·坦格利安收到两份礼物。一份是流亡骑士乔拉·莫尔蒙送的关于七国的书，另一份是撮合这桩婚姻的伊利里欧·摩帕提斯送的三枚受精龙蛋。

## 制作

### 试播集
权力的游戏的制作开始于2007年。HBO在获得冰与火之歌的改编权后即启用大卫·贝尼奥夫和丹尼尔·韦斯撰写剧本并着手拍摄成电视，并计划每集改编原著一本书的内容。剧本的第一稿和第二稿分别在2007年8月和2008年6月提交。尽管HBO方面对两稿剧本都很喜欢，但直到2008年11月才开始试播集的拍摄。
托马斯·迈克赛被HBO任命为试播集的导演，试播集的拍摄日期为2009年10月24日到11月19日，拍摄地点为北爱尔兰、苏格兰和摩洛哥。2010年9月，HBO通过了该剧。然而，由于艺术和演员的原因，试播集不能作为第一集播出，第一集需要重新拍摄。
试播集中出现的一些演员没有在正式剧集中出现。在试播集中饰演丹妮莉丝·坦格利安、凯特琳·徒利、伊利里欧·摩帕提斯、盖瑞和威玛·罗伊斯的塔姆辛·默香特、珍妮佛·爱尔、伊安·迈克尼斯、理查德·雷丁斯和傑米·坎貝爾·鮑爾，在正式剧集中分别被埃米莉亚·克拉克、米歇尔·费尔丽、罗杰·阿兰姆、德黑特·坎利和罗伯·奥斯塔代替。
试播集中一些特色场景也被替换。在试播集中，苏格兰的邓恩城堡被改造成临冬城，在摩洛哥曾被用来拍摄天国王朝的布景被重复利用作潘托斯。然而在正式剧集中，临冬城由苏格兰数个场景合作而成，潘托斯的场景在马耳他重新拍摄。试播集从未播出，导演也替换为蒂姆·冯·巴顿。但是试播集中的一些镜头被正式剧集采用。在正式剧集中采用的试播集镜头有：珊萨与瑟曦·兰尼斯特和凯特琳·徒利对话，威尔骑马穿过树林，奈德和罗伯特在地下墓室。由于这些镜头是由35毫米胶片拍摄，所以在高清版本中可以看到轻微的胶片颗粒。

### 剧本创作
该集剧本由大卫·贝尼奥夫和丹尼尔·韦斯创作。第一集的内容改编自原著的第1－7章、9章和12章。原著序言中事件发生顺序在剧中有所改变，添加了兰尼斯特兄妹观点的场景，添加上丹妮莉丝婚礼上卓戈并没有等到她同意即开始做爱。

### 拍摄
剧中伊利里欧豪宅的外景在马耳他总统16世纪的夏宫拍摄。一个停车厂被用来拍摄临冬城的庭院，一个酒窖用作拍摄史塔克家族的地下墓室。
在性爱场情中，当时怀孕的莱娜海德由替身代为出演，在后来的拍摄中，莱娜的肚子通过其它方法掩饰起来。剧中在史塔克家族执行完砍头之后，在回家的路上被一只雄鹿攻击，这只雄鹿被冰原狼咬死。剧中使用的是一只真实的鹿而不是道具。由于这拍摄时这只鹿已经死亡两天，演员们非常小心不让腐烂的恶臭体现在他们的表情上。

## 评价

### 预览版
2011年4月3日，在该集播出前两周，HBO网站上播出了15分钟的同名预告片。连线杂志的戴夫·班克斯评价该剧“大大超出预期（他们怎么能做到？）”。多伦多国家邮报的斯考特·史汀森评价到“当15分钟的预告片里出现两次砍头时，你便知道你不是在看一部网络剧”。

### 收视率
该集首播时即有220万观众收看，在首播当晚重播时，又有200万观众观看了此集。首播后第二天，HBO重播了该集6次，有120万观众收看。在首播后的一周，HBO数次重播该集，使该集观众总数提高到680万。

### 国际播放
HBO加拿大频道与美国频道同时播出该集。2011年4月18日，该集在英国和爱尔兰通过Sky Atlantic播出，获得75万观众，刷新了该频道的纪录。2011年5月8日，该集在拉丁美州播出。新西兰自治领邮报表示在该集登录新西兰之前，观众即通过互联网文件分享服务非常下载该剧。2011年7月17日，该集在澳大利亚播出。尽管与魔龙的狂舞冲突，但根据雪梨晨鋒報报道，“尽管女性不是刀光剑影的萨迦史诗剧的目标观众，但该集仍然在该群体获得成功”。

### 评价
该集播出后普遍获得正面评价。时代杂志的詹姆斯·庞尼沃兹克认为这剧获得“史诗级成功”。每日野兽的贾斯·拉克布用“难忘的”来形容该集。HitFix的阿兰·史宾沃称“尽管现在还太早说权力的游戏可以像火线和黑道家族一样列为HBO经典，但它确实与这两部剧有许多共同之处”。IGN的马特·福勒写道“该剧可以毫不费力地忠于原著，但仍然努力地抓住马丁书里恐怖的精神，并呈现在电视上”。
该集的制作和表演均获得许多褒奖。大西洋杂志的斯考特·梅斯洛表示“该剧的演员阵容非常强大，维斯特洛大陆看起来就像真的一样，非常棒”。阿兰·史宾沃也用“出类拔萃”来形容该剧演员，并称该剧是一场“视觉盛宴”，每一处场景都有让人印象深刻的画面。该剧的片头为维斯特洛大陆的不同俯视视角，亦受到不少称赞。
同年4月19日，HBO即宣布签约该剧第二季。在HBO的一次电话会议上，HBO执行人事表示对该剧的首播表现非常满意，并与真爱如血比较。

### 荣誉
导演蒂姆·冯·巴顿凭该集获得2011年黃金時段艾美獎电视剧最佳导演奖提名，该集也获得最佳电视剧化妆（非整形/假肢）奖提名。